# Wasserburg (Willsbach)
Die Wasserburg im Seebachtal außerhalb von Obersulm-Willsbach im Landkreis Heilbronn war ein mittelalterlicher Herrensitz. Sowohl die Burg als auch der See sind heute verschwunden.
Die in der Beschreibung des Oberamts Weinsberg noch von Willsbach aus gesehen in Richtung Sülzbach verortete Burg lag tatsächlich aber wohl eher nordöstlich von Willsbach an der Straße nach Dimbach im Tal des Seebachs. Dort war nördlich des Gewanns Seewiesen mit einem Damm ein See aufgestaut, in dessen Mitte sich die Wasserburg befunden haben soll. Weiter nördlich lag der zugehörige Burgweiler Luizhofen, der 1254 erstmals erwähnt wurde.
Über die Geschichte der Burg ist fast nichts bekannt. Sie geht wohl auf die Grafen von Calw zurück, die entscheidenden Anteil am Siedlungsausbau im Sulmtal hatten, und dürfte die Geschichte von deren Besitz in der näheren Umgebung teilen, der über die älteren Herren von Löwenstein 1441 durch Verkauf an die Kurpfalz und 1504 im Bayerischen Erbfolgekrieg an Württemberg kam. Ein Lagerbuch von 1623 erwähnt den Burghöften, der mit dem Seedamm im Besitz des württembergischen Herzogs war. Der zugehörige Burgweiler Luizhofen wurde im Dreißigjährigen Krieg aufgegeben.
Über das Ende der Wasserburg gibt es keine Berichte. Auch gab es keine Bodenfunde, als man bei der Trockenlegung des Sees einst Entwässerungsgräben angelegt hat. Der See hatte jedoch eine eigene Versteinung längs der Straße von Willsbach nach Dimbach, die umschlossene Fläche betrug 190 Ar.